# Michał Olelkowicz
Michał Aleksandrowicz Olelkowicz (zm. 30 sierpnia 1481 w Wilnie) – kniaź litewski pochodzący z rodziny Olelkowiczów-Słuckich.

## Życiorys
Michał Olelkowicz był drugim synem księcia kijowskiego Aleksandra (Olelka) i Anastazji, pochodzącej z dynastii Rurykowiczów. Po ojcu był prawnukiem wielkiego księcia litewskiego Olgierda, a po matce wnukiem wielkiego księcia moskiewskiego Wasyla I.
Po śmierci Aleksandra Olelki został księciem na Słucku i Kopylu. W latach 1470–1471 piastował funkcję namiestnika Republiki Nowogrodzkiej. Został na to stanowisko wybrany przez bojarski ród Boreckich i stronnictwo prolitewskie we władzach Nowogrodu Wielkiego mających nadzieje na pomoc zbrojną króla Kazimierza IV Jagiellończyka w wojnie miasta z Wielkim Księstwem Moskiewskim. 
Władca Polski i Litwy nie był jednak w stanie interweniować na Rusi, gdyż zaangażował się politycznie w Czechach, gdzie w tym czasie osadził na tronie swojego syna Władysława i prowadził wojnę z Maciejem Korwinem. Michał Olelkowicz należał natomiast do grupy bojarów litewskich opowiadającej się za suwerennością Litwy, do przeciwników unii personalnej z Koroną, a także zwolenników sojuszu Wielkiego Księstwa Litewskiego z Wielkim Księstwem Moskiewskim. Jako książę Nowogrodu Wielkiego nie wywiązał się z pokładanych w nim oczekiwań. Prowadził pertraktacje z Iwanem III na swoją korzyść, a przed klęską nowogrodzian w bitwie nad Szełonią uciekł do Kijowa. 
W latach siedemdziesiątych XV wieku Michał Olelkowicz zdobył duże wpływy polityczne i sympatię wśród prawosławnej szlachty ruskiej zamieszkującej Wielkie Księstwo Litewskie, a zwłaszcza jej przedstawicieli z województwa kijowskiego. Gdy w 1480 roku nie otrzymał od króla Kazimierza IV Jagiellończyka nominacji na wojewodę kijowskiego po rezygnacji Marcina Gasztołda postanowił zemścić się za zniewagę i dokonać zamachu stanu na Litwie. Przy współudziale kniaziów Fedora Bielskiego i Iwana Holszańskiego, a także za cichym poparciem wielkiego księcia moskiewskiego Iwana III, przygotował spisek na życie Kazimierza IV Jagiellończyka, jego żony Elżbiety, synów i córek. Do wymordowania przedstawicieli dynastii Jagiellonów miało dojść 15 kwietnia 1481 roku podczas uroczystości weselnych Fedora Bielskiego i Hanny Kobryńskiej w Kobryniu. Do zamachu jednak nie doszło, gdyż król polski w porę ostrzeżony o spisku wymigał się z obecności na weselu.
30 sierpnia 1481 roku Michał Olelkowicz został stracony w Wilnie przez ścięcie (wraz z kniaziem Iwanem Holszańskim) za próbę królobójstwa i obalenia władzy dynastii Jagiellonów. Na karę śmierci skazał go trybunał pod przewodnictwem Marcina Gasztołda.